# Église Saint-Roch d'Aiguèze
L'église Saint-Roch d'Aiguèze est une église située à Aiguèze dans le département français du Gard.

## Historique
L'église, érigée au Moyen Âge et modifiée au 16e siècle et au 19e siècle, est inscrite, au titre des monuments historiques, depuis le 19 mars 1993.

## Église actuelle

### Extérieur
L'olivier situé sur la place de l'église a été planté par M. Robert Puig. 

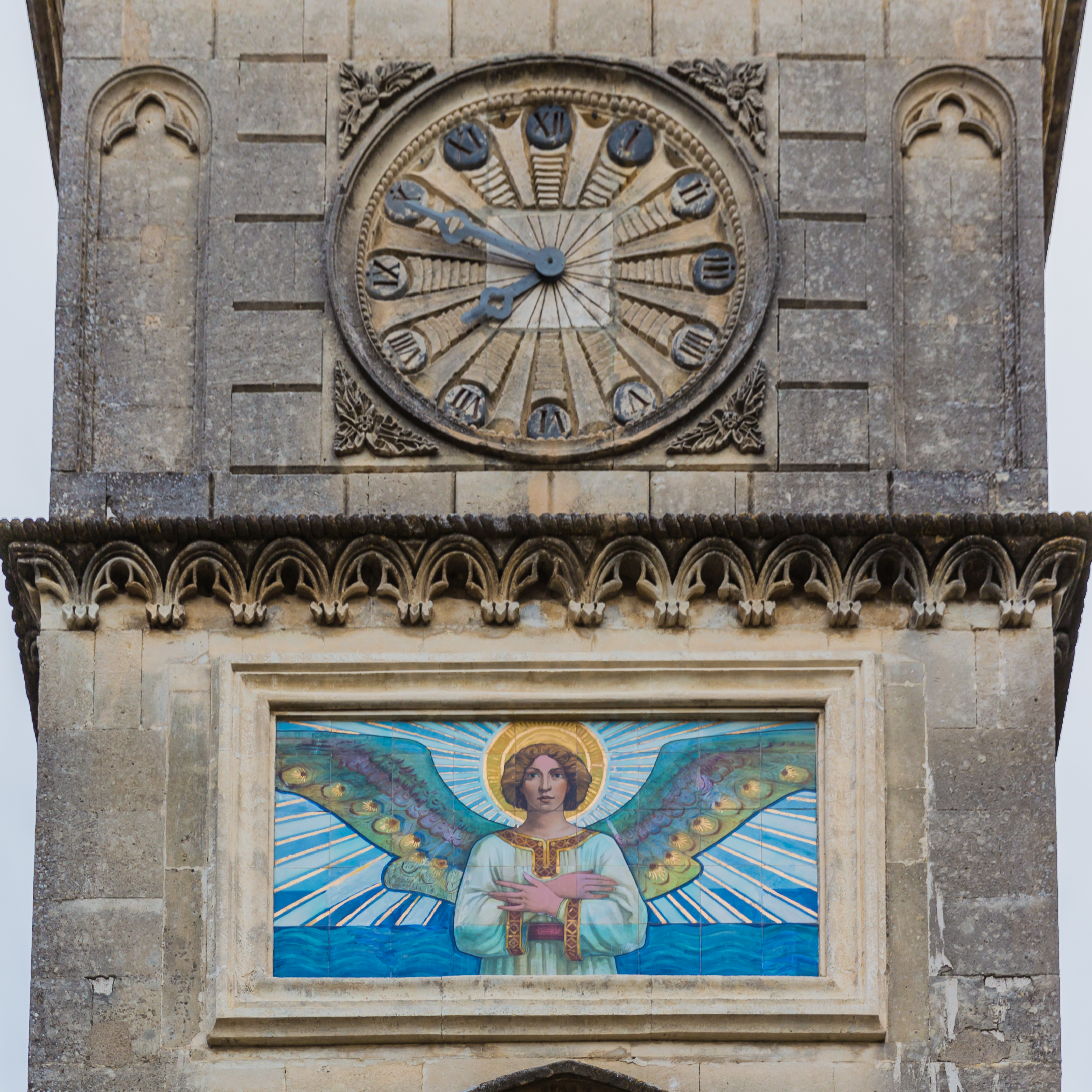
Détail de la face sud-ouest de l'église Saint-Roch d'Aiguèze, France.
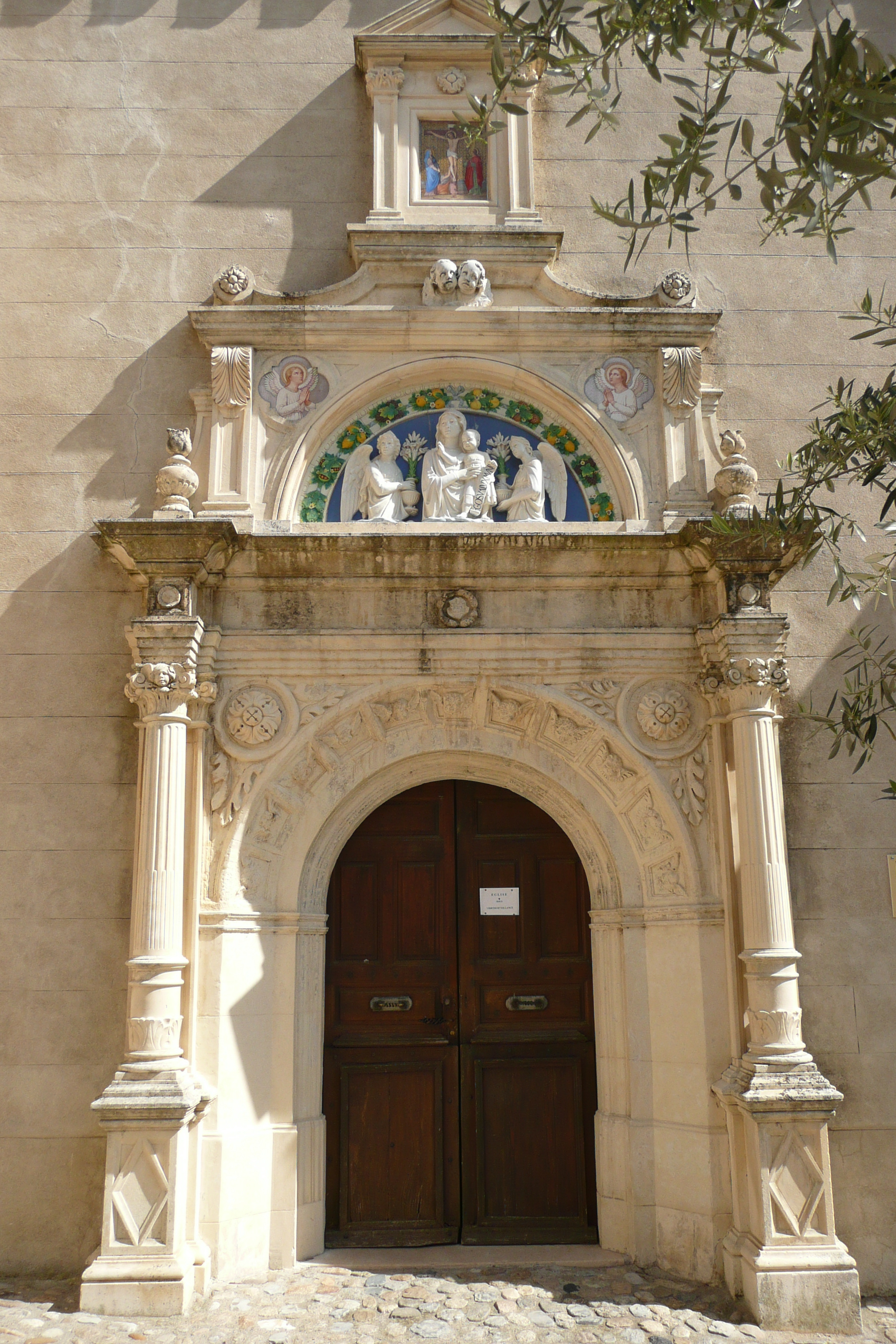